# Hueytown
Hueytown è un comune degli Stati Uniti d'America situato nella contea di Jefferson dello Stato dell'Alabama.
È un sobborgo di Birmingham.